# Китайсько-афганський договір (1960)
Китайсько-афганський договір про дружбу і взаємний ненапад — угода між Китайською Народною Республікою і Королівством Афганістаном підписана в Кабулі 26 серпня 1960 року заступником прем'єр-міністра та міністром закордонних справ Афганістану Мухаммедом Наїмом та заступником прем'єра та міністром закордонних справ КНР Чень І. 
Одночасно з підписанням Китайсько-афганського договору між Мухаммедом Наїмом і Чень І відбувся обмін нотами про анулювання «Договору про дружбу», укладеного з Афганістаном колишнім урядом Китаю 2 березня 1944 року та підписані спільне комюніке, а також угода про товарообіг і платежі між країнами. Обмін ратифікаційними грамотами відбувся 12 грудня 1960 року в Пекіні. 

## Зміст
Договір фіксував взаємне визнання та повагу до незалежності, суверенітету та територіальної цілісності обох держав (стаття 1). Сторони зобов'язалися зберігати та розвивати відносини миру та дружби, вирішувати всі суперечки між собою шляхом мирних консультацій, не вдаючись до збройної сили, а також не нападати одна на одну та не брати участь у військовому союзі, спрямованому проти іншої сторони (статті 2—3). Вони погодилися у дусі дружнього співробітництва та на принципах рівності, взаємної вигоди і невтручання у внутрішні справи розвивати і ще більше зміцнювати між собою економічні та культурні відносини (стаття 4).
Термін дії договору — 10 років. Однак, якщо за рік до закінчення цього терміну жодна зі сторін не заявить про його денонсацію, він залишатиметься чинним на необмежений час, причому кожна сторона зберігає право його денонсувати, попередньо (за 1 рік) повідомивши про це другу сторону. 